# Biskupsþúfa
Biskupsþúfa är en kulle i republiken Island. Den ligger i regionen Suðurland, 160 km öster om huvudstaden Reykjavík. Toppen på Biskupsþúfa är 649 meter över havet.
Trakten runt Biskupsþúfa är nära nog obefolkad, med mindre än två invånare per kvadratkilometer. Det finns inga samhällen i närheten. Trakten runt Biskupsþúfa består i huvudsak av gräsmarker.